# Merrin Dungey
Merrin Dungey (Sacramento, 6 augustus 1971) is een Amerikaans actrice.
Dungey is vooral bekend in haar rol als Francie Calfo in de Amerikaanse televisiereeks Alias. Verder was ze nog te zien in verschillende andere televisieseries, zoals ER, Seinfeld, Friends en Grey's Anatomy.

## Filmografie
- Greenland  (2020)
- Once Upon a Time (tv, 2015)
- Brooklyn Nine Nine (tv, 2014-2015)
- Hollywood Heights (tv, 2012)
- Grey's Anatomy (tv, 2007)
- Boston Legal (tv, 2007)
- Summerland (tv, 2004-2005)
- Scream at the Sound of the Beep (2002)
- Odessa or Bust (2001)
- Alias (tv, 2001-2006)
- Friends (tv, 2000)
- City of Angels (tv, 2000)
- Malcolm in the Middle (tv, 2000-2004)
- The King of Queens (tv, 1999-2007)
- EDtv (1999)
- Seinfeld (tv, 1998)
- Deep Impact (1998)
- ER (tv, 1997)